# Hohendubrau

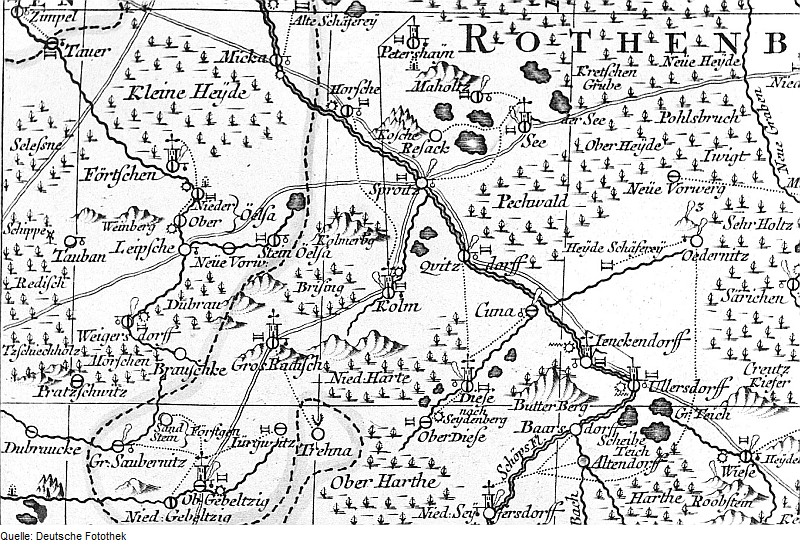
Hohendubrau-Dauban. Karta Oberlausitz, Schenk, 1759.

Hohendubrau (górnołuż. Wysoka Dubrawaⓘ) – miejscowość i gmina w Niemczech, w kraju związkowym Saksonia, w okręgu administracyjnym Drezno, w powiecie Görlitz, wchodzi w skład związku gmin Diehsa.